# Miquelon Lake Provincial Park
Der Miquelon Lake Provincial Park ist ein Provinzpark in Alberta, Kanada, etwa 65 Kilometer südöstlich der Stadt Edmonton. Der Park umfasst mehrere Seen, von denen der Miquelon Lake der größte ist.
Der Park bietet insgesamt ein 15 km langes Wegenetz mit Wegen zwischen 0,6 km und 3,7 km Länge. Die Sicht auf den Nachthimmel ist hier ausgezeichnet, da der Park Teil des offiziell ausgewiesenen Beaver Hills Dark Sky Preserve ist. Der Miquelon See, der namensgebende See des Parks, ist nicht zum Schwimmen geeignet, beherbergt jedoch eine Vielzahl von Zugvögeln und gilt daher als wichtiges Vogelschutzgebiet. Der Park umfasst 270 Campingplätze, 4 Jurten und 7 Gruppencampingplätze.